# العفيف الأخضر
العفيف الأخضر (ولد سنة 1934، مكثر، تونس - توفي 27 يونيو 2013، باريس ) هو مفكر تونسي مثير للجدل انقلب من أقصى اليسار إلى الليبرالية.

## مسيرته
تلقى تعليمه بجامع الزيتونة في الخمسينات، ثم بمدرسة الحقوق ليعمل بعد ذلك محاميا فيما بين 1957 و1961، وشارك في الدفاع عن صالح النجار الذي حكم بالإعدام بسبب تهمة محاولة اغتيال الحبيب بورقيبة. غادر البلاد بعد ذلك نحو الجزائر عقب استقلالها سنة 1962 وكان من المقربين للرئيس الجزائري أحمد بن بلة غادرها نحو باريس بعد انقلاب بومدين سنة 65 ثم نحو المشرق العربي ليقيم في بيروت، واختلط هناك بالعديد من الوجوه المثقفة والمسيسة العربية والفلسطينية خاصة. ثم عاد إلى فرنسا، وعاش هناك منذ عام 1979 حتّى وفاته إثر مرضٍ عُضال.
انضم في الخمسينات إلى الحزب الحر الدستوري الجديد.
قام بترجمة بيان الحزب الشيوعي، وهو ما جعله يحظى بمكانة خاصة في أوساط اليسار الطلابي التونسي في السبعينات والثمانينات. غير أنه تحول إلى أحد دعاة الليبرالية منذ سقوط الكتلة الشرقية في مطلع التسعينات.
وصف «الثالوث المخيف: طاهران وعفيف» (الطاهر وطار والطاهر بن عيشة، بسبب كتاباتهم المثيرة للجدل في جريدة الثورة والعمل.
تأثر بكتابات عبد الرحمن الكواكبي وشبلي الشميل وطه حسين وقاسم أمين ولطفي السيد وسلامة موسى وأحمد أمين.

## إنقلابه إلى ليبرالي مؤيد للغرب
تحول العفيف الأخضر إلى ليبرالي وأيد أفكار المستشرقين عن تخلف العرب والمسلمين وكتاباتهم العنصرية عن رسول الله محمد (ص).

## إنتحاره
قام بمحاولة انتحار فاشلة في منزله في باريس في شهر حزيران (يونيو) 2013. وكان قد ترك قبل انتحاره بأسابيع نصًّا عن الأسباب التي دفعته إلى الانتحار، ذكر فيها أنَّ السّرطان قد تفشّى في جسمه، وأنّ المرض بات في مراحل متأخرة، وأخبره الأطباء أن لا أمل في شفائه، كما أنَّه لم يعُد قادرًا على الكتابة بعد لأنّ يده أصيبت بالشَّلل، فكان يستعين ببعض أصدقائه ومعارفه على الكتابة، وكان يُملي عليهم ما يرغب في كتابته، لكنّه سئم ذلك، كما أنّهُ لم يكُن هناك من يعتني به في أواخر أيامه. فارقَ الحياة يوم السبت 27 تموز (يوليو) 2013.

### وصلات خارجية
- صفحة فيسبوك غير رسمية لعفيف الأخضر  على فيسبوك.